# Thaon-les-Vosges
Thaon-les-Vosges là một xã trong vùng Grand Est, thuộc tỉnh Vosges, quận Épinal, tổng Châtel-sur-Moselle. Tọa độ địa lý của xã là 48° 15' vĩ độ bắc, 06° 25' kinh độ đông. Thaon-les-Vosges nằm trên độ cao trung bình là 296 mét trên mực nước biển, có điểm thấp nhất là 296 mét và điểm cao nhất là 377 mét. Xã có diện tích 11,7 km², dân số vào thời điểm 1999 là 7785 người; mật độ dân số là 665,38 người/km².

## Thông tin nhân khẩu
| 1962 | 1968 | 1975 | 1982 | 1990 | 1999 |
| ---- | ---- | ---- | ---- | ---- | ---- |
| 7078 | 7622 | 7745 | 7421 | 7504 | 7785 |

## Các thành phố kết nghĩa
- Alzenau, Đức